# Liste der Nummer-eins-Hits in den britischen Charts (1970)
Dies ist eine Liste der Nummer-eins-Hits in den britischen Charts im Jahr 1970. Sie basiert auf den Official Singles Chart Top 50 und den Albums Chart (Top 20 bis Top 77), die vom Chart Information Network ermittelt wurden. Es gab in diesem Jahr jeweils 15 Nummer-eins-Singles und 15 Nummer-eins-Alben.

## Singles
| ← 1969 ← | Liste der Nummer-eins-Hits in den britischen Charts | Liste der Nummer-eins-Hits in den britischen Charts | Liste der Nummer-eins-Hits in den britischen Charts                 | 1971 →                    |
| \| Zeitraum \| Wo. ges. \| Interpret \| Titel Autor(en) \| Zusätzliche Informationen \| \| (Zeitraum, Wochen auf Platz eins, Interpret, Titel, Autor[en], zusätzliche Informationen) \| \| \| \| \| \| ----------------------------------------------------------------------------------------- \| -------- \| ------------------------------ \| ------------------------------------------------------------------- \| ------------------------- \| \| 14. Dezember 1969 – 24. Januar 1970 6 Wochen \| 6 \| Rolf Harris \| Two Little Boys Musik: Theodore Morse; Text: Edward Madden \| – \| \| 25. Januar 1970 – 28. Februar 1970 5 Wochen \| 5 \| Edison Lighthouse \| Love Grows (Where My Rosemary Goes) Tony Macaulay, John Barry Mason \| – \| \| 1. März 1970 – 21. März 1970 3 Wochen \| 3 \| Lee Marvin \| Wand’rin’ Star Musik: Frederick Loewe; Text: Alan Jay Lerner \| – \| \| 22. März 1970 – 11. April 1970 3 Wochen \| 3 \| Simon & Garfunkel \| Bridge over Troubled Water Paul Simon \| – \| \| 12. April 1970 – 25. April 1970 2 Wochen \| 2 \| Dana \| All Kinds of Everything Jack Smith, Derry Lindsay \| – \| \| 26. April 1970 – 9. Mai 1970 2 Wochen \| 2 \| Norman Greenbaum \| Spirit in the Sky Norman Greenbaum \| – \| \| 10. Mai 1970 – 30. Mai 1970 3 Wochen \| 3 \| England World Cup Squad ’70 \| Back Home Phil Coulter, William Wylie MacPherson Martin \| – \| \| 31. Mai 1970 – 5. Juni 1970 1 Woche \| 1 \| Christie \| Yellow River Jeff Christie \| – \| \| 6. Juni 1970 – 25. Juli 1970 7 Wochen \| 7 \| Mungo Jerry \| In the Summertime Ray Dorset \| – \| \| 26. Juli 1970 – 5. September 1970 6 Wochen \| 6 \| Elvis Presley \| The Wonder of You Baker Knight \| – \| \| 6. September 1970 – 12. September 1970 1 Woche \| 1 \| Smokey Robinson & the Miracles \| Tears of a Clown Henry Cosby, William Robinson Jun., Stevie Wonder \| – \| \| 13. September 1970 – 24. Oktober 1970 6 Wochen \| 6 \| Freda Payne \| Band of Gold Ronald Dunbar, Edith Wayne \| – \| \| 25. Oktober 1970 – 14. November 1970 3 Wochen \| 3 \| Matthews Southern Comfort \| Woodstock Joni Mitchell \| – \| \| 15. November 1970 – 21. November 1970 1 Woche \| 1 \| Jimi Hendrix \| Voodoo Child Jimi Hendrix \| – \| \| 22. November 1970 – 2. Januar 1971 6 Wochen \| 6 \| Dave Edmunds \| I Hear You Knocking Pearl King, Dave Bartholomew \| – \| |                                                     |                                                     |                                                                     |                           |
| ← 1969 |                                                     |                                                     |                                                                     | → 1971 →                  |
| Zeitraum | Wo. ges.                                            | Interpret                                           | Titel Autor(en)                                                     | Zusätzliche Informationen |
| (Zeitraum, Wochen auf Platz eins, Interpret, Titel, Autor[en], zusätzliche Informationen) |                                                     |                                                     |                                                                     |                           |
| 14. Dezember 1969 – 24. Januar 1970 6 Wochen | 6                                                   | Rolf Harris                                         | Two Little Boys Musik: Theodore Morse; Text: Edward Madden          | –                         |
| 25. Januar 1970 – 28. Februar 1970 5 Wochen | 5                                                   | Edison Lighthouse                                   | Love Grows (Where My Rosemary Goes) Tony Macaulay, John Barry Mason | –                         |
| 1. März 1970 – 21. März 1970 3 Wochen | 3                                                   | Lee Marvin                                          | Wand’rin’ Star Musik: Frederick Loewe; Text: Alan Jay Lerner        | –                         |
| 22. März 1970 – 11. April 1970 3 Wochen | 3                                                   | Simon & Garfunkel                                   | Bridge over Troubled Water Paul Simon                               | –                         |
| 12. April 1970 – 25. April 1970 2 Wochen | 2                                                   | Dana                                                | All Kinds of Everything Jack Smith, Derry Lindsay                   | –                         |
| 26. April 1970 – 9. Mai 1970 2 Wochen | 2                                                   | Norman Greenbaum                                    | Spirit in the Sky Norman Greenbaum                                  | –                         |
| 10. Mai 1970 – 30. Mai 1970 3 Wochen | 3                                                   | England World Cup Squad ’70                         | Back Home Phil Coulter, William Wylie MacPherson Martin             | –                         |
| 31. Mai 1970 – 5. Juni 1970 1 Woche | 1                                                   | Christie                                            | Yellow River Jeff Christie                                          | –                         |
| 6. Juni 1970 – 25. Juli 1970 7 Wochen | 7                                                   | Mungo Jerry                                         | In the Summertime Ray Dorset                                        | –                         |
| 26. Juli 1970 – 5. September 1970 6 Wochen | 6                                                   | Elvis Presley                                       | The Wonder of You Baker Knight                                      | –                         |
| 6. September 1970 – 12. September 1970 1 Woche | 1                                                   | Smokey Robinson & the Miracles                      | Tears of a Clown Henry Cosby, William Robinson Jun., Stevie Wonder  | –                         |
| 13. September 1970 – 24. Oktober 1970 6 Wochen | 6                                                   | Freda Payne                                         | Band of Gold Ronald Dunbar, Edith Wayne                             | –                         |
| 25. Oktober 1970 – 14. November 1970 3 Wochen | 3                                                   | Matthews Southern Comfort                           | Woodstock Joni Mitchell                                             | –                         |
| 15. November 1970 – 21. November 1970 1 Woche | 1                                                   | Jimi Hendrix                                        | Voodoo Child Jimi Hendrix                                           | –                         |
| 22. November 1970 – 2. Januar 1971 6 Wochen | 6                                                   | Dave Edmunds                                        | I Hear You Knocking Pearl King, Dave Bartholomew                    | –                         |

## Alben
| ← 1969 ← | Liste der Nummer-eins-Hits in den britischen Charts | Liste der Nummer-eins-Hits in den britischen Charts | Liste der Nummer-eins-Hits in den britischen Charts  | 1971 →                    |
| \| Zeitraum \| Wo. ges. \| Interpret \| Titel \| Zusätzliche Informationen \| \| (Zeitraum, Wochen auf Platz eins, Interpret, Titel, zusätzliche Informationen) \| \| \| \| \| \| ------------------------------------------------------------------------------ \| -------- \| ---------------------------- \| ---------------------------------------------------- \| ------------------------- \| \| 21. Dezember 1969 – 31. Januar 1970 6 Wochen (insgesamt 11) \| 11 \| The Beatles \| Abbey Road \| – \| \| 1. Februar 1970 – 7. Februar 1970 1 Woche \| 1 \| Led Zeppelin \| Led Zeppelin II \| – \| \| 8. Februar 1970 – 14. Februar 1970 1 Woche \| 1 \| (Verschiedene Interpreten) \| Motown Chartbusters, Volume 3 \| – \| \| 15. Februar 1970 – 16. Mai 1970 13 Wochen (insgesamt 33) \| 33 \| Simon & Garfunkel \| Bridge over Troubled Water \| – \| \| 17. Mai 1970 – 6. Juni 1970 3 Wochen \| 3 \| The Beatles \| Let It Be \| – \| \| 7. Juni 1970 – 4. Juli 1970 4 Wochen (insgesamt 33) \| 33 \| Simon & Garfunkel \| Bridge over Troubled Water \| – \| \| 5. Juli 1970 – 11. Juli 1970 1 Woche \| 1 \| Bob Dylan \| Self Portrait \| – \| \| 12. Juli 1970 – 15. August 1970 5 Wochen (insgesamt 33) \| 33 \| Simon & Garfunkel \| Bridge over Troubled Water \| – \| \| 16. August 1970 – 5. September 1970 3 Wochen \| 3 \| Moody Blues \| A Question of Balance \| – \| \| 6. September 1970 – 12. September 1970 1 Woche \| 1 \| Creedence Clearwater Revival \| Cosmo’s Factory \| – \| \| 13. September 1970 – 26. September 1970 2 Wochen \| 2 \| Rolling Stones \| Get Yer Ya-Ya’s Out! – The Rolling Stones in Concert \| – \| \| 27. September 1970 – 3. Oktober 1970 1 Woche (insgesamt 33) \| 33 \| Simon & Garfunkel \| Bridge over Troubled Water \| – \| \| 4. Oktober 1970 – 10. Oktober 1970 1 Woche \| 1 \| Black Sabbath \| Paranoid \| – \| \| 11. Oktober 1970 – 17. Oktober 1970 1 Woche (insgesamt 33) \| 33 \| Simon & Garfunkel \| Bridge over Troubled Water \| – \| \| 18. Oktober 1970 – 24. Oktober 1970 1 Woche \| 1 \| Pink Floyd \| Atom Heart Mother \| – \| \| 25. Oktober 1970 – 31. Oktober 1970 1 Woche \| 1 \| (Verschiedene Interpreten) \| Motown Chartbusters, Volume 4 \| – \| \| 1. November 1970 – 21. November 1970 3 Wochen (insgesamt 4) \| 4 \| Led Zeppelin \| Led Zeppelin III \| – \| \| 22. November 1970 – 28. November 1970 1 Woche \| 1 \| Bob Dylan \| New Morning \| – \| \| 29. November 1970 – 5. Dezember 1970 1 Woche (insgesamt 5) \| 5 \| Andy Williams \| Andy Williams’ Greatest Hits \| – \| \| 6. Dezember 1970 – 12. Dezember 1970 1 Woche (insgesamt 4) \| 4 \| Led Zeppelin \| Led Zeppelin III \| – \| \| 13. Dezember 1970 – 9. Januar 1971 4 Wochen (insgesamt 5) \| 5 \| Andy Williams \| Andy Williams’ Greatest Hits \| – \| |                                                     |                                                     |                                                      |                           |
| ← 1969 |                                                     |                                                     |                                                      | → 1971 →                  |
| Zeitraum | Wo. ges.                                            | Interpret                                           | Titel                                                | Zusätzliche Informationen |
| (Zeitraum, Wochen auf Platz eins, Interpret, Titel, zusätzliche Informationen) |                                                     |                                                     |                                                      |                           |
| 21. Dezember 1969 – 31. Januar 1970 6 Wochen (insgesamt 11) | 11                                                  | The Beatles                                         | Abbey Road                                           | –                         |
| 1. Februar 1970 – 7. Februar 1970 1 Woche | 1                                                   | Led Zeppelin                                        | Led Zeppelin II                                      | –                         |
| 8. Februar 1970 – 14. Februar 1970 1 Woche | 1                                                   | (Verschiedene Interpreten)                          | Motown Chartbusters, Volume 3                        | –                         |
| 15. Februar 1970 – 16. Mai 1970 13 Wochen (insgesamt 33) | 33                                                  | Simon & Garfunkel                                   | Bridge over Troubled Water                           | –                         |
| 17. Mai 1970 – 6. Juni 1970 3 Wochen | 3                                                   | The Beatles                                         | Let It Be                                            | –                         |
| 7. Juni 1970 – 4. Juli 1970 4 Wochen (insgesamt 33) | 33                                                  | Simon & Garfunkel                                   | Bridge over Troubled Water                           | –                         |
| 5. Juli 1970 – 11. Juli 1970 1 Woche | 1                                                   | Bob Dylan                                           | Self Portrait                                        | –                         |
| 12. Juli 1970 – 15. August 1970 5 Wochen (insgesamt 33) | 33                                                  | Simon & Garfunkel                                   | Bridge over Troubled Water                           | –                         |
| 16. August 1970 – 5. September 1970 3 Wochen | 3                                                   | Moody Blues                                         | A Question of Balance                                | –                         |
| 6. September 1970 – 12. September 1970 1 Woche | 1                                                   | Creedence Clearwater Revival                        | Cosmo’s Factory                                      | –                         |
| 13. September 1970 – 26. September 1970 2 Wochen | 2                                                   | Rolling Stones                                      | Get Yer Ya-Ya’s Out! – The Rolling Stones in Concert | –                         |
| 27. September 1970 – 3. Oktober 1970 1 Woche (insgesamt 33) | 33                                                  | Simon & Garfunkel                                   | Bridge over Troubled Water                           | –                         |
| 4. Oktober 1970 – 10. Oktober 1970 1 Woche | 1                                                   | Black Sabbath                                       | Paranoid                                             | –                         |
| 11. Oktober 1970 – 17. Oktober 1970 1 Woche (insgesamt 33) | 33                                                  | Simon & Garfunkel                                   | Bridge over Troubled Water                           | –                         |
| 18. Oktober 1970 – 24. Oktober 1970 1 Woche | 1                                                   | Pink Floyd                                          | Atom Heart Mother                                    | –                         |
| 25. Oktober 1970 – 31. Oktober 1970 1 Woche | 1                                                   | (Verschiedene Interpreten)                          | Motown Chartbusters, Volume 4                        | –                         |
| 1. November 1970 – 21. November 1970 3 Wochen (insgesamt 4) | 4                                                   | Led Zeppelin                                        | Led Zeppelin III                                     | –                         |
| 22. November 1970 – 28. November 1970 1 Woche | 1                                                   | Bob Dylan                                           | New Morning                                          | –                         |
| 29. November 1970 – 5. Dezember 1970 1 Woche (insgesamt 5) | 5                                                   | Andy Williams                                       | Andy Williams’ Greatest Hits                         | –                         |
| 6. Dezember 1970 – 12. Dezember 1970 1 Woche (insgesamt 4) | 4                                                   | Led Zeppelin                                        | Led Zeppelin III                                     | –                         |
| 13. Dezember 1970 – 9. Januar 1971 4 Wochen (insgesamt 5) | 5                                                   | Andy Williams                                       | Andy Williams’ Greatest Hits                         | –                         |

Die Angaben basieren auf den offiziellen Verkaufshitparaden des Chart Information Networks für das Vereinigte Königreich. Die Datumsangaben beziehen sich auf das Gültigkeitsdatum der Charts, also jeweils die auf die Verkaufswoche folgende Woche.

## Jahreshitparaden
| ← 1969 ← | Liste der Nummer-eins-Hits in den britischen Charts | Liste der Nummer-eins-Hits in den britischen Charts      | Liste der Nummer-eins-Hits in den britischen Charts | 1971 →   |
| \| Singles \| Position# \| Alben \| \| ----------------------------------------------------------------------------------- \| --------- \| -------------------------------------------------------- \| \| The Wonder of You Elvis Presley Baker Knight \| 1 \| Bridge over Troubled Water Simon & Garfunkel \| \| Yellow River Christie Jeff Christie \| 2 \| Led Zeppelin II Led Zeppelin \| \| In the Summertime Mungo Jerry Ray Dorset \| 3 \| Easy Rider (Original Soundtrack) \| \| Band of Gold Freda Payne Ronald Dunbar, Edith Wayne \| 4 \| Paint Your Wagon (Original Soundtrack) \| \| Something Shirley Bassey George Harrison \| 5 \| Motown Chartbusters, Volume 3 (Verschiedene Interpreten) \| \| Wand’rin’ Star Lee Marvin Musik: Frederick Loewe; Text: Alan Jay Lerner \| 6 \| Let It Be The Beatles \| \| Spirit in the Sky Norman Greenbaum \| 7 \| Abbey Road The Beatles \| \| Bridge over Troubled Water Simon & Garfunkel Paul Simon \| 8 \| Deep Purple in Rock Deep Purple \| \| Back Home England World Cup Squad ’70 Phil Coulter, William Wylie MacPherson Martin \| 9 \| McCartney Paul McCartney \| \| All Right Now Free Andy Fraser, Paul Bernard Rodgers \| 10 \| Andy Williams’ Greatest Hits Andy Williams \| |                                                     |                                                          |                                                     |          |
| ← 1969 |                                                     |                                                          |                                                     | → 1971 → |
| Singles | Position#                                           | Alben                                                    |                                                     |          |
| The Wonder of You Elvis Presley Baker Knight | 1                                                   | Bridge over Troubled Water Simon & Garfunkel             |                                                     |          |
| Yellow River Christie Jeff Christie | 2                                                   | Led Zeppelin II Led Zeppelin                             |                                                     |          |
| In the Summertime Mungo Jerry Ray Dorset | 3                                                   | Easy Rider (Original Soundtrack)                         |                                                     |          |
| Band of Gold Freda Payne Ronald Dunbar, Edith Wayne | 4                                                   | Paint Your Wagon (Original Soundtrack)                   |                                                     |          |
| Something Shirley Bassey George Harrison | 5                                                   | Motown Chartbusters, Volume 3 (Verschiedene Interpreten) |                                                     |          |
| Wand’rin’ Star Lee Marvin Musik: Frederick Loewe; Text: Alan Jay Lerner | 6                                                   | Let It Be The Beatles                                    |                                                     |          |
| Spirit in the Sky Norman Greenbaum | 7                                                   | Abbey Road The Beatles                                   |                                                     |          |
| Bridge over Troubled Water Simon & Garfunkel Paul Simon | 8                                                   | Deep Purple in Rock Deep Purple                          |                                                     |          |
| Back Home England World Cup Squad ’70 Phil Coulter, William Wylie MacPherson Martin | 9                                                   | McCartney Paul McCartney                                 |                                                     |          |
| All Right Now Free Andy Fraser, Paul Bernard Rodgers | 10                                                  | Andy Williams’ Greatest Hits Andy Williams               |                                                     |          |